# Кубок Португалії з футболу 2006—2007
Кубок Португалії з футболу 2006–2007 — 67-й розіграш кубкового футбольного турніру в Португалії. Титул здобув Спортінг (Лісабон).

## Календар
| Раунд           | Дата матчів                   | Матчі | Клуби     |
| --------------- | ----------------------------- | ----- | --------- |
| Перший раунд    | 2-3 вересня 2006              | 60    | 213 → 153 |
| Другий раунд    | 23-24 вересня 2006            | 56    | 153 → 97  |
| Третій раунд    | 11-12 листопада 2006          | 40    | 97 → 57   |
| Четвертий раунд | 21 грудня 2006 - 7 січня 2007 | 28    | 57 → 29   |
| П'ятий раунд    | 21 січня 2007                 | 14    | 29 → 15   |
| Шостий раунд    | 10 лютого 2007                | 7     | 15 → 8    |
| 1/4 фіналу      | 28 лютого - 25 березня 2007   | 4     | 8 → 4     |
| 1/2 фіналу      | 18-19 квітня 2007             | 2     | 4 → 2     |
| Фінал           | 27 травня 2007                | 1     | 2 → 1     |

## Четвертий раунд
Клуб Ріу Аве пройшов до наступного раунду після жеребкування.
| Команда 1              | Рахунок      | Команда 2                |
| ---------------------- | ------------ | ------------------------ |
| 21 грудня 2006         |              |                          |
| Уніан Мадейра (3)      | 1:3          | Спортінг (Лісабон)       |
| 6 січня 2007           |              |                          |
| Бенфіка                | 5:0          | Олівейра-ду-Байрру (3)   |
| 7 січня 2007           |              |                          |
| Академіка              | 2:1          | Віторія (Сетубал)        |
| Валекамбренсі (4)      | 2:4          | Варзін (2)               |
| Боавішта (Порту)       | 3:1          | Маседу-де-Кавалейруш (4) |
| Ештрела (Амадора)      | 2:1 дч       | Фейренсі (2)             |
| Майя (3)               | 2:0          | Лагоа (4)                |
| Брага                  | 5:2          | Портімоненсі (2)         |
| Гондомар (2)           | 3:0          | Ріо Майор (3)            |
| Бейра-Мар              | 6:0          | Сантана (4)              |
| Паредеш (3)            | 2:4 дч       | Белененсеш               |
| Порту                  | 0:1          | Атлетіку (Лісабон) (3)   |
| Ештуріл-Прая (2)       | 1:1 пен. 4:5 | Санта-Клара (2)          |
| Сертаненсі (4)         | 1:0          | Лузітанія (3)            |
| Пеналва-ду-Кастелу (3) | 2:1          | Марія-да-Фонті (3)       |
| Спортінг (Ковілья) (3) | 0:1          | Мафра (3)                |
| Жувентуде де Евора (4) | 1:4          | Піньялновенсі (3)        |
| Насіунал (Фуншал)      | 3:0          | Візела (2)               |
| Навал                  | 4:0          | Каса Піа (4)             |
| Лоулетану (3)          | 1:0          | Спортінг (Ешпінью) (3)   |
| Понтассоленсі (3)      | 2:1          | Олівайш-і-Москавіді (2)  |
| Авеш                   | 1:0          | Олівейренсе (4)          |
| Пенафієл (2)           | 1:0          | Марітіму                 |
| Сантьягу (4)           | 0:1          | Одівелаш (3)             |
| Лейшойш (2)            | 2:1 дч       | Фамалікан (4)            |
| Браганса (3)           | 4:2          | Марку (3)                |
| Камаша (3)             | 1:0          | Ольяненсе (2)            |
| Пасуш-де-Феррейра      | 1:2          | Уніан Лейрія             |

## П'ятий раунд
Клуб Браганса пройшов до наступного раунду після жеребкування.
| Команда 1              | Рахунок      | Команда 2              |
| ---------------------- | ------------ | ---------------------- |
| 21 січня 2007          |              |                        |
| Насіунал (Фуншал)      | 0:0 пен. 7:6 | Пенафієл (2)           |
| Атлетіку (Лісабон) (3) | 1:0          | Санта-Клара (2)        |
| Бейра-Мар              | 4:2          | Лоулетану (3)          |
| Лейшойш (2)            | 1:2          | Академіка              |
| Ештрела (Амадора)      | 0:1          | Навал                  |
| Боавішта (Порту)       | 3:1          | Пеналва-ду-Кастелу (3) |
| Одівелаш (3)           | 3:1          | Мафра (3)              |
| Гондомар (2)           | 1:4          | Белененсеш             |
| Спортінг (Лісабон)     | 2:1          | Ріу Аве                |
| Майя (3)               | 1:0          | Авеш                   |
| Брага                  | 2:1          | Понтассоленсі (3)      |
| Бенфіка                | 2:1          | Уніан Лейрія           |
| Варзін (2)             | 3:1          | Сертаненсі (4)         |
| Піньялновенсі (3)      | 2:0          | Камаша (3)             |

## Шостий раунд
Клуб Брага пройшов до наступного раунду після жеребкування.
| Команда 1              | Рахунок | Команда 2          |
| ---------------------- | ------- | ------------------ |
| 10 лютого 2007         |         |                    |
| Атлетіку (Лісабон) (3) | 0:1     | Академіка          |
| Навал                  | 0:1     | Браганса (3)       |
| Боавішта (Порту)       | 2:0     | Насіунал (Фуншал)  |
| Одівелаш (3)           | 0:1     | Белененсеш         |
| Майя (3)               | 0:2     | Бейра-Мар          |
| Варзін (2)             | 2:1     | Бенфіка            |
| Піньялновенсі (3)      | 0:6     | Спортінг (Лісабон) |

## 1/4 фіналу
| Команда 1          | Рахунок | Команда 2        |
| ------------------ | ------- | ---------------- |
| 28 лютого 2007     |         |                  |
| Спортінг (Лісабон) | 2:1     | Академіка        |
| Бейра-Мар          | 2:0 дч  | Боавішта (Порту) |
| Браганса (3)       | 1:2     | Белененсеш       |
| 25 березня 2007    |         |                  |
| Брага              | 2:0     | Варзін (2)       |

## 1/2 фіналу
| Команда 1          | Рахунок | Команда 2 |
| ------------------ | ------- | --------- |
| 18 квітня 2007     |         |           |
| Спортінг (Лісабон) | 2:1     | Бейра-Мар |
| 19 квітня 2007     |         |           |
| Белененсеш         | 2:1     | Брага     |

## Фінал
| 27 травня 2007 |

| Белененсеш | 0:1      | Спортінг (Лісабон) |
| ---------- | -------- | ------------------ |
|            | Протокол | Лієдсон 87'        |

| Національний стадіон (Жамор), Оейраш Глядачів: 37 000 Арбітр: Педру Пруенса |